# Saul Bellow
Saul Bellow (Lachine (Montreal, Canada), 10 juni 1915 - Brookline (Massachusetts), 5 april 2005) was een Joods-Amerikaans schrijver. Zijn boeken beschrijven en onderzoeken isolatie en spirituele dissociatie van zijn hoofdpersonen.
Hij werd geboren in Lachine, een voorstad van Montreal in Canada uit Russische ouders, groeide op in Chicago, en studeerde sociologie en antropologie. Na zijn afstuderen deed hij onderzoek aan de universiteit van Wisconsin, en diende hij in de koopvaardij tijdens de Tweede Wereldoorlog. Hij heeft daarna zelf lesgegeven aan de universiteiten van onder andere Minnesota, Princeton, Boston en Chicago.
Zijn eerste boek, Dangling Man, werd uitgegeven in 1944, en een aantal succesvolle fictie- en non-fictiewerken volgden, waaronder Herzog, het boek waarmee hij in 1964 doorbrak bij het grote publiek. Of het nu gaat om romantische, financiële of andere problemen, de chaos die een typische hoofdpersoon doormaakt leidt onvermijdelijk tot diepe existentiële vragen, maar ook tot hilarische en humoristische situaties. Bellow refereert in zijn boeken aan de grote filosofen en denkers zonder dat dit de leesbaarheid van zijn boeken vermindert. Een goed voorbeeld hiervan is Mr. Sammler’s Planet.
In 1976 werd de Nobelprijs voor Literatuur toegekend aan Bellow. In 1988 ontving hij de hoogste Amerikaanse kunstonderscheiding, de National Medal of Arts. Bellow overleed uiteindelijk slechts enkele maanden vóór zijn 90e verjaardag.

### Boeken
- Dangling Man (1944)
- The Victim (1947)
- The Adventures of Augie March (1953)
- Seize the Day (1956)
- Henderson the Rain King (1959)
- Herzog (1964)
- Mr. Sammler's Planet (1970)
- Humboldt's Gift (1975) (bekroond met de Pulitzerprijs voor literatuur)
- The Dean's December (1982)
- To Jerusalem and Back (1976)
- More Die of Heartbreak (1987)
- A Theft (1989)
- The Bellarosa Connection (1989)
- The Actual (1997)
- Ravelstein (2000)

### Essays
- It All Adds Up